# Alex O’Brien
Alex O’Brien (* 7. März 1970 in Amarillo, Texas) ist ein ehemaliger US-amerikanischer Tennisspieler. Er war vor allem im Doppel erfolgreich, wo er einen Grand-Slam-Titel, die ATP-Weltmeisterschaft und elf weitere Titel gewann, wodurch er im Jahr 2000 die Doppel-Weltrangliste anführte. Im Einzel stieg er bis Platz 30 und gewann einen Titel.

## Karriere
Seinen einzigen Einzeltitel auf der ATP Tour gewann er 1996 in New Haven und erreichte im folgenden Jahr mit Platz 30 seine höchste Einzelplatzierung in der Tennisweltrangliste. Erfolgreicher war O’Brien im Doppel, wo er 13 Titel erringen konnte, darunter die US Open 1999 mit Sébastien Lareau und im selben Jahr die Doppel-WM. Daneben erreichte er 20 weitere Endspiele von Doppelkonkurrenzen, unter anderem zweimal bei den Australian Open, und je einmal bei US Open und Doppel-WM. In der Doppelwertung der Weltrangliste war er im Jahr 2000 für insgesamt fünf Wochen die Nummer eins der Welt.

## Erfolge
| Legende (Siege in Klammern)                    |
| Grand Slam (1)                                 |
| ATP-Weltmeisterschaft / Tennis Masters Cup (1) |
| ATP Masters Series (5)                         |
| ATP International Series Gold (3)              |
| ATP International Series (4)                   |
| ATP Challenger Series (9)                      |

| ATP-Titel nach Belag |
| Hartplatz (11)       |
| Sand (0)             |
| Rasen (1)            |
| Teppich (2)          |

### Einzel

#### Turniersiege

##### ATP Tour
| Nr. | Datum           | Turnier   | Belag     | Finalgegner   | Ergebnis |
| --- | --------------- | --------- | --------- | ------------- | -------- |
| 1.  | 12. August 1996 | New Haven | Hartplatz | Jan Siemerink | 7:6, 6:4 |

##### Challenger Tour
| Nr. | Datum           | Turnier         | Belag     | Finalgegner     | Ergebnis      |
| --- | --------------- | --------------- | --------- | --------------- | ------------- |
| 1.  | 14. Juli 1991   | New Haven       | Hartplatz | Stéphane Simian | 6:4, 6:4      |
| 2.  | 26. Juli 1992   | Aptos           | Hartplatz | Byron Black     | 6:4, 2:6, 6:1 |
| 3.  | 4. Oktober 1992 | Monterrey       | Hartplatz | Jared Palmer    | 6:2, 6:4      |
| 4.  | 7. Februar 1998 | West Bloomfield | Hartplatz | Grant Doyle     | 4:6, 6:3, 6:4 |
| 5.  | 25. Juli 1999   | Winnetka        | Hartplatz | Maks Mirny      | 6:2, 6:2      |

### Doppel

#### Turniersiege

##### ATP Tour
| Nr. | Datum              | Turnier          | Belag         | Partner          | Finalgegner                      | Ergebnis      |
| --- | ------------------ | ---------------- | ------------- | ---------------- | -------------------------------- | ------------- |
| 1.  | 15. August 1994    | Cincinnati       | Hartplatz     | Sandon Stolle    | Wayne Ferreira Mark Kratzmann    | 7:6, 3:6, 6:3 |
| 2.  | 28. Oktober 1996   | Stuttgart (1)    | Hartplatz (i) | Sébastien Lareau | Jacco Eltingh Paul Haarhuis      | 3:6, 6:4, 6:3 |
| 3.  | 3. März 1997       | Philadelphia     | Hartplatz (i) | Sébastien Lareau | Ellis Ferreira Patrick Galbraith | 6:3, 6:3      |
| 4.  | 28. Juli 1997      | Los Angeles      | Hartplatz     | Sébastien Lareau | Mahesh Bhupathi Rick Leach       | 7:6, 6:4      |
| 5.  | 13. April 1998     | Hongkong         | Hartplatz     | Byron Black      | Neville Godwin Tuomas Ketola     | 7:5, 6:1      |
| 6.  | 2. November 1998   | Stuttgart (2)    | Hartplatz (i) | Sébastien Lareau | Mahesh Bhupathi Leander Paes     | 6:3, 3:6, 7:5 |
| 7.  | 11. Januar 1999    | Doha             | Hartplatz     | Jared Palmer     | Piet Norval Kevin Ullyett        | 6:3, 6:4      |
| 8.  | 14. Juni 1999      | Queen’s Club     | Rasen         | Sébastien Lareau | Todd Woodbridge Mark Woodforde   | 6:3, 7:63     |
| 9.  | 13. September 1999 | US Open          | Hartplatz     | Sébastien Lareau | Mahesh Bhupathi Leander Paes     | 7:6, 6:4      |
| 10. | 8. November 1999   | Paris            | Teppich (i)   | Sébastien Lareau | Paul Haarhuis Jared Palmer       | 7:67, 7:5     |
| 11. | 15. November 1999  | Hartford         | Teppich (i)   | Sébastien Lareau | Mahesh Bhupathi Leander Paes     | 6:3, 6:2, 6:2 |
| 12. | 20. März 2000      | Indian Wells     | Hartplatz     | Jared Palmer     | Paul Haarhuis Sandon Stolle      | 6:4, 7:65     |
| 13. | 21. August 2000    | Washington, D.C. | Hartplatz     | Jared Palmer     | Andre Agassi Sargis Sargsian     | 7:5, 6:1      |

##### Challenger Tour
| Nr. | Datum              | Turnier   | Belag     | Partner       | Finalgegner                       | Ergebnis      |
| --- | ------------------ | --------- | --------- | ------------- | --------------------------------- | ------------- |
| 1.  | 26. Juli 1992      | Aptos (1) | Hartplatz | Paul Annacone | Miguel Nido Peter Nyborg          | 6:4, 4:6, 7:5 |
| 2.  | 4. Oktober 1992    | Monterrey | Hartplatz | Mark Knowles  | Richard Matuszewski John Sullivan | 3:6, 6:3, 7:6 |
| 3.  | 26. September 1993 | Fairfield | Hartplatz | Jared Palmer  | Matt Lucena Brian MacPhie         | 6:3, 7:5      |
| 4.  | 17. Juli 1994      | Aptos (2) | Hartplatz | Brian MacPhie | Donny Isaak Michael Roberts       | 6:2, 7:6      |

### Doppel

#### Finalteilnahmen
| Nr. | Datum              | Turnier               | Belag         | Partner          | Finalgegner                    | Ergebnis           |
| --- | ------------------ | --------------------- | ------------- | ---------------- | ------------------------------ | ------------------ |
| 1.  | 9. Januar 1994     | Oʻahu                 | Hartplatz     | Jonathan Stark   | Tom Nijssen Cyril Suk          | 4:6, 4:6           |
| 2.  | 24. Februar 1994   | Scottsdale            | Hartplatz     | Sandon Stolle    | Jan Apell Ken Flach            | 0:6, 4:6           |
| 3.  | 12. Februar 1995   | San José              | Hartplatz (i) | Sandon Stolle    | Jim Grabb Patrick McEnroe      | 6:3, 5:7, 0:6      |
| 4.  | 14. Mai 1995       | Pinehurst             | Sand          | Sandon Stolle    | Todd Woodbridge Mark Woodforde | 2:6, 4:6           |
| 5.  | 10. September 1995 | US Open               | Hartplatz     | Sandon Stolle    | Todd Woodbridge Mark Woodforde | 3:6, 3:6           |
| 6.  | 28. Januar 1996    | Australian Open       | Hartplatz     | Sébastien Lareau | Stefan Edberg Petr Korda       | 5:7, 5:7, 6:4, 1:6 |
| 7.  | 16. Juni 1996      | Queen’s Club          | Rasen         | Sébastien Lareau | Todd Woodbridge Mark Woodforde | 3:6, 6:7           |
| 8.  | 24. November 1996  | ATP-Weltmeisterschaft | Teppich (i)   | Sébastien Lareau | Todd Woodbridge Mark Woodforde | 4:6, 7:5, 2:6, 6:7 |
| 9.  | 26. Januar 1997    | Australian Open       | Hartplatz     | Sébastien Lareau | Todd Woodbridge Mark Woodforde | 6:4, 5:7, 5:7, 3:6 |
| 10. | 27. April 1997     | Orlando               | Sand          | Jeff Salzenstein | Mark Merklein Vincent Spadea   | 4:6, 6:4, 4:6      |
| 11. | 18. Mai 1997       | Rom                   | Sand          | Byron Black      | Mark Knowles Daniel Nestor     | 3:6, 6:4, 5:7      |
| 12. | 3. August 1997     | Montreal              | Hartplatz     | Sébastien Lareau | Mahesh Bhupathi Leander Paes   | 6:7, 3:6           |
| 13. | 17. August 1997    | New Haven (1)         | Hartplatz     | Sébastien Lareau | Mahesh Bhupathi Leander Paes   | 4:6, 7:6, 2:6      |
| 14. | 5. Oktober 1997    | Peking                | Hartplatz (i) | Jim Courier      | Mahesh Bhupathi Leander Paes   | 5:7, 6:7           |
| 15. | 29. März 1998      | Miami                 | Hartplatz     | Jonathan Stark   | Ellis Ferreira Rick Leach      | 2:6, 4:6           |
| 16. | 3. Mai 1998        | Atlanta               | Sand          | Richey Reneberg  | Ellis Ferreira Brent Haygarth  | 3:6, 6:0, 2:6      |
| 17. | 23. August 1998    | New Haven (2)         | Hartplatz     | Sébastien Lareau | Wayne Arthurs Peter Tramacchi  | 6:7, 6:1, 3:6      |
| 18. | 21. Februar 1999   | Memphis (1)           | Hartplatz (i) | Sébastien Lareau | Todd Woodbridge Mark Woodforde | 3:6, 4:6           |
| 19. | 9. Januar 2000     | Doha                  | Hartplatz     | Jared Palmer     | Mark Knowles Maks Mirny        | 3:6, 4:6           |
| 20. | 25. Februar 2001   | Memphis (2)           | Hartplatz (i) | Jonathan Stark   | Bob Bryan Mike Bryan           | 3:6, 6:73          |